# Polygraphia
Poligrafía (Polygraphia) es una obra criptográfica escrita por el monje y matemático Johannes Trithemius, publicada en 1518 y dedicada a la esteganografía.

## Reseña
La obra comprende cinco libros y una clavícula.
- El Libro I contiene nada menos que 376 alfabetos (llamados "minucias" por el autor) de 24 letras (o "grados"): a cada letra le corresponde una palabra latina (sustantivo, verbo, adjetivo, etcétera), siendo en total 9.024 palabras distintas.
- El Libro II presenta 1176 alfabetos en tres columnas, que forman 3528 dicciones de una "lengua universal", en donde cada letra tiene como equivalente un vocablo inventado (por ejemplo "a" puede ser farax, basacha, damalo, salec, etcétera), pero capaz de expresar números (de 1 a 10 serían abram, abrem, abrim, abrom, abrum, abral, abrel, abril, abrol y abrul).

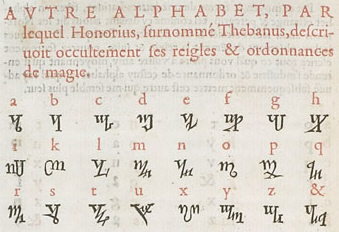
Ejemplo de alfabeto.

- El Libro III muestra 132 alfabetos de dicciones inventadas, a las que hay que quitar la segunda letra de cada palabra para escribir mensajes en clave.
- El Libro IV reproduce dos tablas canónicas de transposición, una derecha de 80 alfabetos y la otra invertida de 98 alfabetos, lo que permite infinitas permutaciones, a los que se unen doce "ruedas planisféricas" que comprenden cada una seis categorías de 24 números respecto de las 24 letras, de manera que permite elaborar gran cantidad de escritura en cifras.
- El Libro V es una colección de alfabetos antiguos, etíope, normandos, mágicos y alquímicos.

La obra termina con alfabetos de su invención como el "tetragramático", formado por 4 caracteres que se diversifican en 24 letras, y el "enagramático", de 9 caracteres y 28 letras, de los que da ejemplos de escritura que semejan pertenecer a una lengua natural.

## Relación conEsteganografía
Según ciertos estudiosos ambos libros, Esteganografía y Poligrafía, no son sino una única obra presentada en dos partes diferenciadas: la primera es metafísica y bastante teórica (llega incluso a esconder un tratado completo de "angelología", o estudio de los ángeles con sus nombres y jerarquías, entre sus páginas), y la segunda es más práctica y sirve para la codificación de mensajes.